# Ларсен, Ларс (футболист, 1951)
Ларс Ларсен (дат. Lars Larsen; род. 8 декабря 1951, Копенгаген) — датский футболист, защитник.

## Карьера

### Клубная карьера
Во взрослом футболе дебютировал в 1970 году в клубе «Фрем». Его первый выход на поле состоялся 20 сентября того же года в матче против клуба «АБ Гладсаксе».
Ларсен выступал за «Фрем» на протяжении всей своей карьеры, продолжавшейся девятнадцать лет. В последний раз он вышел на поле на поле 30 октября 1988 года в гостях против клуба «Хельсингёр». Завершил карьеру футболиста в 1989 году.

### Карьера в сборной
В 1974 году дебютировал в официальных матчах в составе национальной сборной Дании. Его первый выход на поле состоялся 3 июня 1974 года в матче против сборной Швеции, в котором его прямым соперником был нападающий Ральф Эдстрём.
Всего в составе сборной принял участие в 22 матчах, не забив ни одного гола.

## Личная жизнь
Ларсен живёт в Видовре со своей женой Санне. У них есть трое детей.